# عروسی فیگارو (فیلم)
«ازدواج فیگارو» (انگلیسی: The Marriage of Figaro) یک فیلم است که در سال ۱۹۴۹ منتشر شد.